# Carlos Slim
Carlos Slim   (Ciutat de Mèxic, 28 de gener de 1940) és un magnat empresarial, inversor i filantrop mexicà. De 2010 a 2013, Slim va ser considerat com la persona més rica del món per la revista de negocis Forbes. La seva fortuna prové de les seves àmplies participacions en un nombre considerable d'empreses mexicanes a través del seu conglomerat, Grupo Carso. Al juny de 2023, l'índex de multimilionaris de Bloomberg el va classificar com l'11a persona més rica del món, amb un patrimoni net de 96.000 milions de dòlars, convertint-lo en la persona més rica d'Amèrica Llatina.
El conglomerat corporatiu de Slim abasta nombroses indústries de l'economia mexicana, com ara educació, sanitat, fabricació industrial, transport, béns immobles, mitjans de comunicació, energia, hostaleria, entreteniment, tecnologia, comerç al detall, esports i serveis financers. No obstant això, el nucli de la seva fortuna deriva de les telecomunicacions, on és propietari d'América Móvil (amb operacions a tota l'Amèrica Llatina) i de la companyia mexicana Telcel i ISP Telmex, una empresa estatal privatitzada per l'estat, que va mantenir un monopoli virtual durant molts anys després de la seva adquisició per Slim. És propietari del 40% de les accions cotitzades a la Borsa de Valors de Mèxic, mentre que el seu patrimoni net equival al voltant del 6% del producte interior brut de Mèxic. Des del 2016, és el proncipal accionista individual del diari The New York Times.

## Antecedents personals
Carlos Slim Helu va néixer a la Ciutat de Mèxic. El seu pare va ser un catòlic maronita de nom Youssef Salim, que va emigrar des del Líban amb 14 anys, i va canviar el seu nom a Julián Slim Haddad, afegint el cognom de la seva mare, segons era costum.
Fill de Linda Helu i Julián Slim Haddad, Carlos Slim Helu és enginyer civil de professió, llicenciat de la Universitat Nacional Autònoma de Mèxic, on va impartir la càtedra d'Àlgebra i Programació Lineal. Des de jove va començar a invertir en la compra de negocis, els quals feia prosperar, així com en la compravenda de béns immobles al centre de la Ciutat de Mèxic.
A principis dels anys vuitanta i enmig d'una crisi que va paralitzar a Mèxic i amb fuites de capitals històriques, Slim i el seu grup realitzaren importants inversions al país, adquirint diverses empreses a "molt bon preu". Carlos Slim ha esmentat repetidament que aquesta etapa del país li va recordar pel que va passar el seu pare Julián Slim, quan el 1914 i en plena Revolució Mexicana li va comprar al seu germà gran el 50 per cent restant del negoci que tenien en comú, anomenat L'Estrella d'Orient, creient en Mèxic i en el seu destí.
L'activitat de Carlos Slim s'ha diversificat a diversos sectors. El 1997 va adquirir accions de l'empresa informàtica Apple Computer, just abans del llançament de iMac, aconseguint multiplicar la seva fortuna.
El 1997 va adquirir Prodigy, un proveïdor nord-americà d'Internet. Carlos Slim va aconseguir fer d'aquesta empresa un poderós servidor de diversos serveis d'Internet fins a aconseguir una aliança amb MSN, llançant un portal en castellà de la mà de Microsoft. Aquest, al cap de poc, es convertiria en portal punter a Mèxic.
El 10 de setembre de 2008 compra un 6,4% del The New York Times, és a dir 9,1 milions d'accions per un valor aproximat de 123 milions de dòlars. D'acord amb Slim aquest és un moviment estrictament financer i no una estratègia per entrar al món dels mitjans nord-americans. Amb aquesta participació accionària es converteix en el tercer accionista més gran de la companyia, després de la família Ochs-Sulzberger, que han mantingut el control accionarial del Times des 1898, i del fons de cobertura Harbinger Capital Partners.

## Família
Carlos Slim Helu és vidu i té 6 fills, Carlos, Marco Antonio, Patricio, Soumaya, Vanessa i Johanna. Tres dels quals (Carlos, Marco Antonio i Patricio) dirigeixen negocis del seu pare. La seva dona, Soumaya Domit, va morir el 7 de març de 1999.

## Fortuna
Carlos Slim, d'acord amb la revista Forbes, té una fortuna aproximada de 74.000 milions d'euros, cosa que el situa com l'home més ric del món.
Durant el 2008, Carlos Slim se situava com el segon home més ric del món, després de Warren Buffett. No obstant això, el mateix article de la revista  Forbes  diu que «la fortuna de Slim està en controvèrsia, ja que ha aconseguit fer-la en un país on l'ingrés per capita és de 14.000 dòlars per any i a més el 41% de la població viu en pobresa.

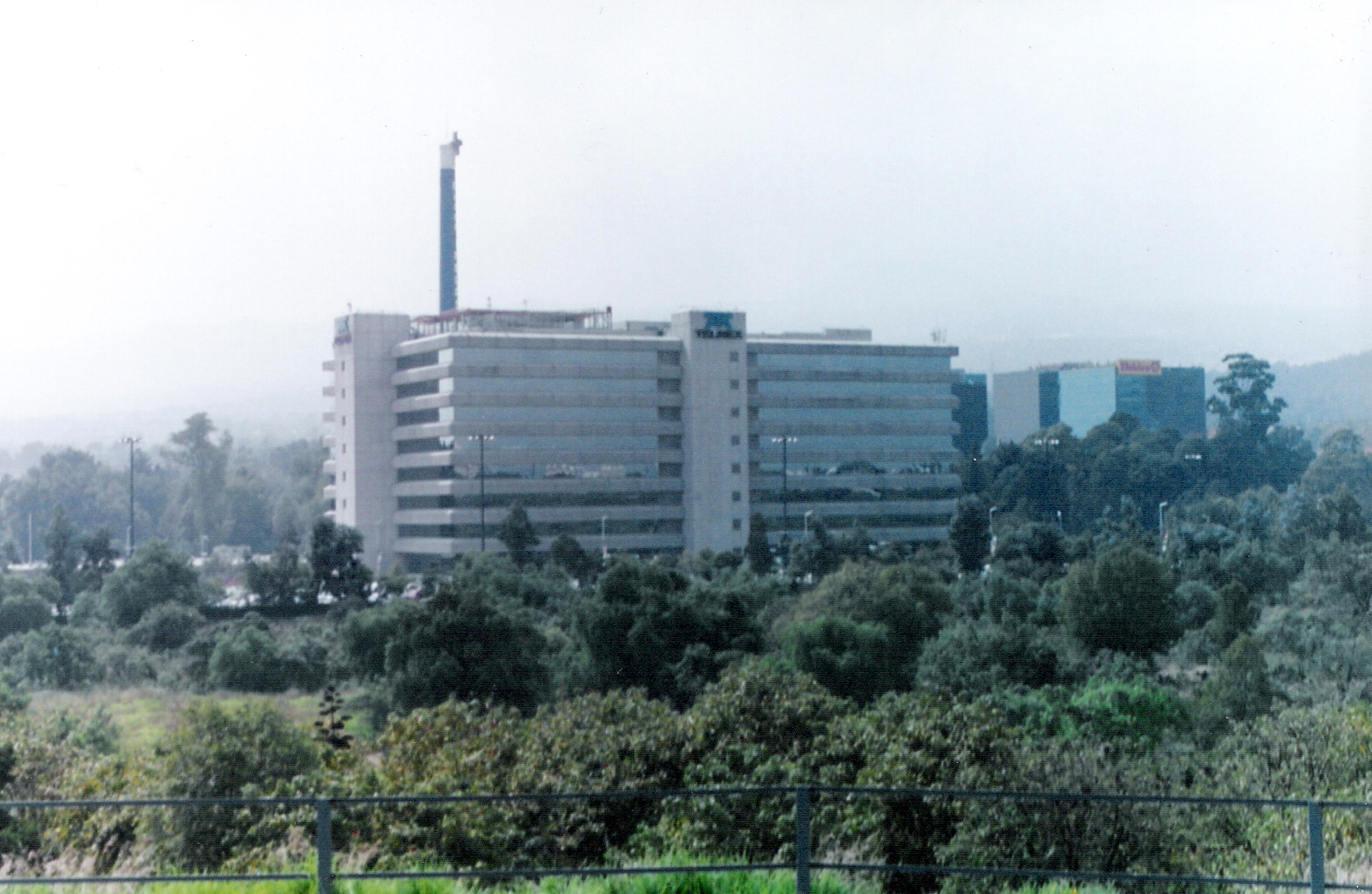
Edifici de Telmex a la Ciutat de Mèxic, ubicat al costat de la reserva ecològica de Cuicuilco.

Des dels anys vuitanta ja era un empresari de molt èxit, i dels més importants de Mèxic. 1982 va ser un any crític en la història del país. Amb la crisi de deute, la nacionalització de la banca i les finances del país pràcticament paralitzades, Carlos Slim i el seu Grup Carso es van proposar invertir en forma intensa i activa. Així és com en aquest període es realitzen diverses inversions i adquisicions, entre les quals Cigatam (Philip Morris Mèxic) fabricant dels cigars Marlboro, entre d'altres, aquesta adquisició va resultar ser la primera i més important d'elles, donat el flux d'efectiu que tenia i que va permetre al grup comptar amb suficient liquiditat per aprofitar les oportunitats que s'estaven donant, ampliant així la compra d'importants companyies, entre elles: Hulera el Centenario, Bimex, Hoteles Calinda i Reynolds Aluminio. Després va comprar el paquet accionarial de Seguros de México, i és així com es conforma el que avui és Grup Financer Inbursa, integrat per la Casa de Bolsa Inversora Bursátil, Seguros de México i Fianzas La Guardiana. També va comprar: Artes Gráficas Unidas, Fabricas de Papel Loreto y Peña Pobre, així com la major part de Sanborns i la seva filial Denny's, es va adquirir també la companyia Minera Frisco i Empresas Nacobre, així com les empreses de pneumàtics Euzkadi i General Tire.
El 1990 va adquirir Telmex, juntament amb France Telecom de França i SBC Telecomunicacions dels Estats Units, l'única companyia que brindava serveis de telefonia fixa a Mèxic (que administrava l'Estat fins a aquest moment). Carlos Slim va comprar Telmex durant les privatitzacions del llavors president Carlos Salinas de Gortari. La venda va ser feta a través d'una subhasta pública el 9 de desembre de 1990. Un dels requeriments determinants era que la propietat majoritària quedés en mans mexicanes, i és per això que, dels grups amb control accionarial mexicà, la major va ser la que encapçalava el Grup Carso, el soci majoritari del qual és Carlos Slim. Després de la privatització de Telmex algunes persones van comentar que Slim va comprar per sota del preu, el valor de l'empresa era d'aproximadament 8.500 milions de dòlars i Slim i els altres inversors van pagar aproximadament 1.700 milions de dòlars pel fet que només van comprar el 20 per cent de Telmex. Aquest 20 per cent és el paquet que venia el govern, ja que la resta de les accions estaven a la Borsa Mexicana de Valors.
Aquesta operació va ser pública, documentada i subhastada, i el grup d'inversors encapçalats per Carlos Slim el que més diners va oferir per l'adquisició de les accions AA de control de Telmex, van competir en forma destacada tres importants grups mexicans i més de 12 grups estrangers interessats a Telmex, però la seva oferta va ser menor.
Telmex lidera ara el mercat de les telecomunicacions. En el període comprès entre 1991 i 2006, Telmex ha invertit en la infraestructura de telecomunicacions mexicana l'equivalent a 27.692 milions de dòlars i, sumant les operacions d'Amèrica Llatina, ha invertit més de 30.000 milions de dòlars en els últims 16 anys.
També és propietari d'América Móvil, que és un molt bon exemple de creació de valor d'una companyia, ja que de tenir 35 mil clients mòbils quan es va privatitzar (1990), va passar a tenir-ne més de 170 milions el 2008 a tot Amèrica Llatina, sent els pioners i inventors a nivell mundial del sistema de prepagament en telefonia cel·lular, solució que va revolucionar el mercat mexicà, llatinoamericà i mundial en la venda de mòbils. Aquest sistema de prepagament, anomenat Amigo de Telcel, va néixer l'abril de 1996. Avui, América Móvil és el quart operador mundial amb 170 milions de subscriptors a Mèxic i Amèrica Llatina només superada per China Mobile, Vodafone i China Telecom.
El 12 de març de 2007, el diari El Universal  va publicar que l'Organització per la Cooperació i el Desenvolupament Econòmic (OCDE) va confirmar avui que les tarifes de la telefonia a Mèxic continuen situades entre les més altes dels trenta països que integren aquest organisme internacional. A més, va sostenir que al país la competència en el sector és 'insuficient' perquè Teléfonos de México (Telmex), en telefonia fixa, i Telcel, a mòbil, ambdues propietats del mexicà Carlos Slim, mantenen posicions clarament dominants.
En l'actualitat realitza tasques filantròpiques ja sigui en forma personal o mitjançant les seves múltiples empreses, com són la Fundació Telmex, el Museu Soumaya de la seva dona Soumaya Domit de Slim (morta el 1999), el rescat del Centre Històric de la Ciutat de Mèxic (centre històric del Districte Federal) i recentment a la Fundació Alas creada per la cantant Shakira. L'ajuda s'estén a tota Llatinoamèrica a través de Fundació Carso, que amb un patrimoni inicial de 4.000 milions de dòlars i pressupostat en pocs anys a més de 10.000 milions de dòlars, donarà suport els seus diversos programes d'ajuda. També es crearan tres Instituts Carso: de Salut, Educació i d'Esport, i s'aportaran 100 milions de dòlars per combatre la pobresa, conjuntament amb l'expresident dels Estats Units, Bill Clinton, i l'empresari del Canadà, Frank Giustra.